# Hicetas de Leontinos
Hicetas de Leontinos (griego: Ἱκέτας o Ἱκέτης) fue un gobernante griego nacido en Siracusa, contemporáneo de Dionisio II y de Timoleón. Era amigo de Dion y, a su muerte (353 a. C.), Arete, su viuda, y Aristómaco, su hijo, quedaron bajo protección de Hicetas. Este al principio les protegió pero después fue convencido por los enemigos de Dión de eliminarlos y les envió a Corinto en un barco con instrucciones de matarlos durante el viaje.
En los desórdenes que siguieron en Siracusa, Hicetas logró en un momento indeterminado la tiranía de Leontinos, que tras el regreso de Dionisio II fue lugar de concentración de todos los siracusanos enemigos del gobierno. Hicetas aspiraba a expulsar a Dionisio y establecer su propia tiranía, mientras los siracusanos pidieron ayuda a Corinto e Hicetas tuvo que dar apoyo a esta demanda pero entró en negociaciones secretas con los cartagineses; durante este tiempo reunió una fuerza considerable de mercenarios y seguidores, con la que atacó Siracusa, derrotó a Dionisio en una batalla decisiva y se hizo dueño de la ciudad excepto la ciudadela en la isla de Ortigia en la que Dionisio quedó sitiado (346 a. C.) O (351 a . C) o (356 a. C) 
En este momento desembarcó en Sicilia Timoleón tras eludir la vigilancia cartaginesa (344 a. C.). Hicetas intentó ocupar Adrano antes que Timoleón pero este le derrotó, un poco después Dionisio rindió la ciudadela ante el caudillo corintio. Hicetas intentó el asesinato de Timoleón que falló y decidió entonces recurrir a la ayuda directa de Cartago; introdujo al general Magón al frente de una numerosa flota y ejército en el puerto de Siracusa y les ayudó a desembarcar, entonces intentaron atacar Catania pero fueron derrotados y mientras el comandante de la guarnición corintia en Siracusa, Neón, recuperó Acradina, un poco después, ante la deserción de muchos mercenarios del ejército cartaginés, Magón se retiró y volvió a Cartago.
Entonces Hicetas no pudo impedir el dominio completo de Timoleón sobre Siracusa. Una vez Timoleón consolidó su poder se dirigió contra Leontino y hubiera expulsado a Hicetas si no hubiera sido por una invasión cartaginesa. Timoleón obtuvo sobre los cartagineses la gran victoria del río Crimiso en 340 a. C. 
Hicetas se alió con Mamerco, tirano de Catania y ambos recibieron un cuerpo de auxiliares cartagineses enviados por Giscón y aunque inicialmente tuvieron algunos éxitos Hicetas fue finalmente derrotado de manera decisiva por Timoleón en el río Damurias, y no tardó en ser hecho prisionero y ejecutado junto con su hijo Eupòle. Su viuda e hijas fueron llevadas a Siracusa donde igualmente fueron ejecutadas en venganza por el asesinato de Arete y Aristómaco.
| Predecesor: Dionisio II | Tirano de Siracusa ocupación 346 - 344 a. C. | Sucesor: Timoleón |